# Siyabonga Cwele

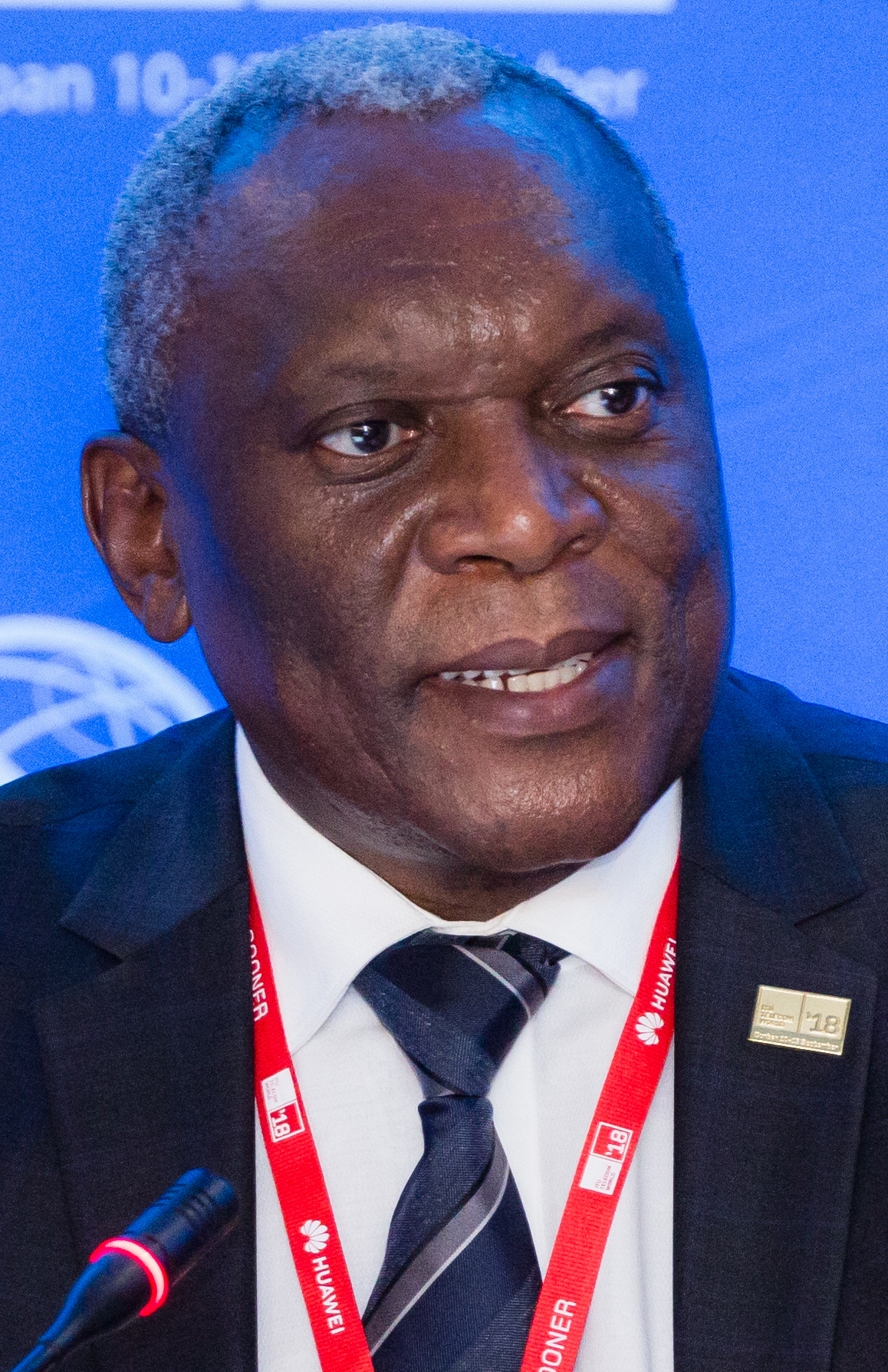
Siyabonga Cwele, 2018

Siyabonga Cyprian Cwele (* 3. September 1957) ist ein südafrikanischer Politiker des African National Congress (ANC). Er war von 2008 bis 2019 als Minister tätig.

## Leben
Nach dem Schulbesuch absolvierte Cwele zunächst ein Studium im Fach Gesundheitspolitik an der Universität von Natal, das er 1984 mit einem Bachelor of Medicine, Bachelor of Surgery (MBchB) abschloss. Ein weiteres postgraduales Studium im Fach Wirtschaftspolitik an der Universität Stellenbosch beendete er mit einem Master of Philosophy in Economic Policy (MPhil). Ein weiteres postgraduales Studium im Fach Kinderheilkunde absolvierte Cwele an einer Einrichtung der Colleges of Medicine of South Africa.
Von 1984 bis 1989 folgten Tätigkeiten als Mediziner an öffentlichen Gesundheitseinrichtungen in Edendale und in Port Shepstone. Seit 1989 war er als privat praktizierender Arzt tätig.
Nachdem er zwischen 1984 und 1990 in Untergrundbewegungen des ANC, zudem im Vorstand der National Medical and Dental Association (NAMDA) aktiv gewesen war, wurde er 1990 Mitglied des ANC-Exekutivkomitees der Provinz Natal, später KwaZulu-Natal.
Zugleich wurde er 1994 als Bewerber des ANC erstmals zum Mitglied der Nationalversammlung gewählt und gehört dieser seither an.
Im National Council of Provinces war er Vorsitzender des Social Services Committee (zuständig für Gesundheitsfragen, Sozialentwicklung und Innere Angelegenheiten). In der Nationalversammlung gehörte Cwele dem Gesundheitsausschuss (Health Portfolio Committee), dem Kommunikationsausschuss (Communications Committee) und dem Finanzausschuss (Budget Committee) an.
Ab 1999 war er Mitglied im Joint Standing Committee on Intelligence (JSCI), einem Geheimdienstkontrollgremium der Republik Südafrika. Vorsitzender dieses Ausschusses wurde Cwele im Jahre 2002. Am 25. September 2008 berief man ihn mit Antritt der Regierung unter Präsident Kgalema Motlanthe zum Minister für Nachrichtendienste (Minister for Intelligence, 25. September 2008 bis 10. Mai 2009). Dieses Ressort benannte man 2009 in Ministerium für staatliche Sicherheit (Ministry of State Security) um. Seine Vertretung im Ministeramt nahm Gladys Sonto Kudjoe wahr, die bis 2016 Generaldirektorin der State Security Agency war.
Cwele wurde nach der Wahl von Jacob Zuma zum neuen Präsidenten der Republik Südafrika von diesem am 10. Mai 2009 zum Minister für staatliche Sicherheit (Minister of State Security, 11. Mai 2009 bis 25. Mai 2014) im Kabinett Zuma I ernannt. Im ab 2014 amtierenden Kabinett Zuma II war er Minister für Telekommunikation und Post (Minister of Telecommunications and Postal Services), ebenso im seit 2018 amtierenden Kabinett Ramaphosa I unter Präsident Cyril Ramaphosa. Seit November 2018 diente er als Innenminister (Minister of Home Affairs, 22. November 2018 bis 25. Mai 2019). Bei der Bildung des Kabinetts Ramaphosa II im Mai 2019 wurde er nicht mehr berücksichtigt.
Siyabonga Cwele war seit 1985 mit Sheryl Cwele verheiratet. Aus der Ehe gingen vier Kinder hervor. Das Paar lebte seit 2000 getrennt und wurde am 23. August 2011 geschieden.